# Tāmaki Strait
Die Tāmaki Strait ist eine Meerenge östlich von Auckland im Norden von Neuseeland.

## Geographie
Die Tāmaki Strait beginnt rund 8 km östlich des Stadtzentrums von Auckland und umfasst eine Seefläche von 335,36 km². Zu dem Seegebiet zählen der Motukorea Channel im westlichen Teil, der Motuihe Channel und der Sergeant Channel im nordwestlichen Teil sowie der Waiheke Channel und die Sandspit Passage im östlichen Teil der Strait. Die Wasserstraße besitzt damit eine Länge von rund 30 km. Die Breite könnte man auf ca. 12 km berechnen, wenn die Seitenarme zu den Channels nicht mitberechnet werden. Zusammen mit dem Festland und den Inseln zählt die Küstenlänge der Tāmaki Strait eine Länge von insgesamt 312,5 km.
Zu den Inseln, die in dem Gewässer liegen oder es zu einer Seite hin begrenzen, zählen von West nach Ost und von Süd nach Nord gelistet, Rangitoto Island, Motutapu Island, Browns Island und Motuihe Island im Westen und Ponui Island / Chamberlins Island, Pakihi Island und Karamuramu Island im Osten. Die nördliche Grenze wird durch die Insel Waiheke Island gebildet und die südliche stellt die Küste der Nordinsel in diesem Bereich dar.
Die tiefste Stelle der Meerenge befindet sich mit rund 32 m im Nordwesten der Wasserstraße, doch der allergrößte Teil der Wasserfläche kommt nicht über die Tiefe von 5 m bis 7 m hinaus.